# Jean-Damien Climonet
Jean-Damien Climonet (ur. 27 marca 1969 w Lons-le-Saunier) – francuski narciarz, specjalista narciarstwa dowolnego. Najlepszy wynik na mistrzostwach świata osiągnął podczas mistrzostw w Iizuna, gdzie zajął 6. miejsce w skokach akrobatycznych. Zajął także 16. miejsce w tej samej konkurencji na igrzyskach olimpijskich w Nagano. Najlepsze wyniki w Pucharze Świata osiągnął w sezonie 1996/1997, kiedy to zajął 12. miejsce w klasyfikacji generalnej, a w klasyfikacji skoków akrobatycznych był drugi.
W 1998 r. zakończył karierę.

## Sukcesy

### Igrzyska olimpijskie
| Miejsce | Dzień     | Rok  | Miejscowość | Konkurencja        | Zwycięzca     |
| ------- | --------- | ---- | ----------- | ------------------ | ------------- |
| 16.     | 18 lutego | 1998 | Nagano      | Skoki akrobatyczne | Eric Bergoust |

### Mistrzostwa Świata
| Miejsce | Dzień    | Rok  | Miejscowość | Konkurencja        | Zwycięzca        |
| ------- | -------- | ---- | ----------- | ------------------ | ---------------- |
| 15.     | 5 marca  | 1989 | Oberjoch    | Skoki akrobatyczne | Lloyd Langlois   |
| 15.     | 14 marca | 1993 | Altenmarkt  | Skoki akrobatyczne | Philippe LaRoche |
| 6.      | 9 lutego | 1997 | Iizuna      | Skoki akrobatyczne | Nicolas Fontaine |

#### Miejsca w klasyfikacji generalnej
- 1988/1989 – 44.
- 1989/1990 – 50.
- 1990/1991 – 27.
- 1991/1992 – 31.
- 1992/1993 – 22.
- 1993/1994 – 42.
- 1995/1996 – 44.
- 1996/1997 – 12.
- 1997/1998 – 21.

#### Miejsca na podium
1. Whistler Blackcomb – 13 stycznia 1991 (Skoki akrobatyczne) – 3. miejsce
2. Hundfjället – 21 marca 1991 (Skoki akrobatyczne) – 3. miejsce
3. La Plagne – 26 lutego 1993 (Skoki akrobatyczne) – 2. miejsce
4. La Plagne – 27 lutego 1993 (Skoki akrobatyczne) – 2. miejsce
5. Lake Placid – 11 stycznia 1997 (Skoki akrobatyczne) – 3. miejsce
6. Breckenridge – 25 stycznia 1997 (Skoki akrobatyczne) – 2. miejsce
7. Hasliberg – 2 marca 1997 (Skoki akrobatyczne) – 3. miejsce
8. Altenmarkt – 7 marca 1997 (Skoki akrobatyczne) – 2. miejsce

- W sumie 4 drugie i 4 trzecie miejsca.